# La Colle-sur-Loup
La Colle-sur-Loup är en kommun i departementet Alpes-Maritimes i regionen Provence-Alpes-Côte d'Azur i sydöstra Frankrike. Kommunen ligger i kantonen Cagnes-sur-Mer-Ouest som ligger i arrondissementet Grasse. År 2022 hade La Colle-sur-Loup 8 143 invånare.

## Befolkningsutveckling
Antalet invånare i kommunen La Colle-sur-Loup
Referens: INSEE